# Scapteriscus riograndensis
Scapteriscus riograndensis är en insektsart som beskrevs av Canhedo-lascombe och Corseuil 1996. Scapteriscus riograndensis ingår i släktet Scapteriscus och familjen mullvadssyrsor. Inga underarter finns listade i Catalogue of Life.